# Ơ Đu
O'du (Ơ Đu, O Du, O-Du), mon-khmerski narod iz skupine Khmu, naseljen na granici Vijetnama i Laosa. Sami sebe oni nazivaju O Du, a susjedni narodi u Laosu su ih prozvali O Du Tay Hat, ili Hat (= rag people). 
O Du danas broje oko 200 u Laosu u provinciji Xiang Khoang, i 300 u sjevernom Vijetnamu u provinciji Nghe Tinh. Pet stoljeća prije bili su prosperitetan narod koji je živio duž rijeka Nam Mon i Nam Mo, na obje strane granice Laosa i Vijetnama. U sljedećim periodima uslijedili su na njih napadi naroda Tai Dam, Han Kineza, Hmonga i Khmua od kojih su protjerivani ili uzimani za robove. 
Kuće O Dua građene su na drvenim nosačima (pilonima), pokrivene slamom, i iznutra odijeljene bambusovim pregradama. Vjeruju u velik broj različitih duhova. Kad netko umre duša napušta tijelo i ostaje u kući pazeći na žive članove obitelji.
Jezik o du (iduh, 'iduh, "tay hat", hat, haat) pripada porodici mon-khmer, a danas ga govore tek nešto starijih osoba. Kako postoji strah da poslije smrti neće moći komunicirati sa svojim precima, mnogi O Dui u starijoj dobi nastoje ga ponovno naučiti.